# Ry (Dania)
Ry – miasto w Danii, w regionie Jutlandia Środkowa, w gminie Skanderborg.